# Централен масив
Централният масив (на френски: Massif central), на български известен като Централен френски масив, е обширен планински масив в Централна и Южна Франция, в регионите Рона-Алпи, Лимузен, Лангедок-Русийон, Оверн и Юг-Пиренеи. Най-висока точка връх Пюи дьо Санси (1886 m).

## Географска характеристика

### Географско разположение, граници
Централният Френски масив (ЦФМ) е разположен в Централна и Южна Франция, като на запад граничи с Гаронската равнина, на север – с Парижкия басейн на север, на изток – с Ронската низина и на юг – с Лангедокската низина на юг.

### Геоложки строеж, релеф
ЦФМ е един от големите древни масиви, влизащи в състава на епихерцинската платформа. Характеризира се с многократните проявления на нагъване, гранитен магматизъм и метаморфизъм. Северната половина на масива – Овернското ядро – се състои от кристалинни шисти смачкани и нагънати в края на докамбрия и пронизани с гранитоидни интрузии. От юг Овернското ядро е обкръжено от Рутено-Лимузенската зона с палеозойска нагънатост. Относително много по-младата херцинска структура в югоизточната част на ЦФМ, включва масивите Монтан Нуар и Севените. Целият масив е бил консолидиран в началото на камбрийския период, след което е изпитал продължителна денудация. През кайнозойската ера е подложен на общо издигане, бил е разпокъсан на множество блокове и става арена на интензивен вулканизъм (веригата вулкани Пюи и др.). През плейстоцена най-високите върхове били покрити с ледници. В северните и централни части на масива базалтовото плато с конуси от угаснали вулкани се редува с заоблени възвишения и плата и меридионално разположени тектонски речни долини от басейна на река Лоара.

### Деление
В зависимост от геоложкия си строеж и структурата на релефа ЦФМ се дели на няколко дяла:
- на юг са карстовото плато Кос, масивите Сегала (814 m) и Монтан Нуар (721 m);
- на югоизток и изток – редица планини и плата, със стръмни стъпаловидни склонове обърнати към Ронската низина и крайбрежието на Средиземно море – Севени (1702 m), Обрак, Маржерид, Виваре (1753 m), Пила (1432 m), Божоле, Маконе, Шароле;
- в центъра – Оверн, Дор (връх Пюи дьо Санси 1886 m), Кантал (1855 m), Форез (1634 m), Мадлен (1287 m), Ливрадуа, Лиман;
- на север и северозапад – платата Морван (902 m), Ор (636 m), Лимузен и Милваш.[1]

### Климат и води
Климатът в масива е умерен, от океански тип. Лятото е прохладно (средна юлска температура 11 – 16°С), а през зимата замръзванията и снеговалежите се редуват със затопляния (средна януарска температура около 0°С). По наветрените склонове годишната сума на валежите е 1200 – 1500 mm (на места и повече), а в котловините и долините на реките – 500 – 700 mm. От ЦФМ водят началото си множество реки на Франция, в т.ч. Лоара, доста нейни леви притоци и десетки десни притоци на Гарона и Рона.

### Растителност
На височина до 1000 – 1200 m са разпространени широколистни (дъб, бук, кестен) и борови гори, нагоре (до 1400 m) – предимно смърчови, сменящи се по най-високите части с храсти и субалпийски пасища. Горите са силно унищожени, покриват 10 – 15% от масива и се редуват с пасища и ливади. На платото Кос са развити остепнени пасища, а по южните и югоизточни склонове на ЦФМ – храстови формации от типа гарига.

## Стопанство
Икономическо значение за Франция имат находищата на уранови руди (Лимузен, Форез, Морван), каменни въглица (Севените, района на Сент Етиен), разнообразни строителни материали и известните минерални извори във Виши и др.